# Poolbillard 2000
Die Poolbillard-Saison 2000 war eine Serie von Poolbillard-Turnieren, die von der World Pool-Billiard Association veranstaltet wurden.

## Saisonergebnisse
| Datum                           | Turnier                                   | Austragungsort       | Disziplin   | Sieger               | Finalist             | Ergebnis |
| 27. Januar bis 30. Januar       | ET 42 – Portugal Open 2000                | Lissabon             | 9-Ball      | Johnny Archer        | Peter Nielsen        |          |
| 16. März bis 18. März           | ET 43 – Italy Open 2000                   | Rom                  | 9-Ball      | Johnny Archer        | Nick van den Berg    |          |
| 25. März bis 26. März           | All Japan Open 2000                       | Tokio                | 9-Ball      | Satoshi Kawabata     | unbekannt            |          |
| 31. März bis 10. April          | Europameisterschaft 2000                  | Bregenz              | 14/1 endlos | Oliver Ortmann       | Alex Lely            |          |
| 31. März bis 10. April          | Europameisterschaft 2000                  | Bregenz              | 8-Ball      | Ralf Souquet         | Thomas Engert        |          |
| 31. März bis 10. April          | Europameisterschaft 2000                  | Bregenz              | 9-Ball      | Marcus Chamat        | Ralf Souquet         |          |
| 20. April bis 22. April         | ET 44 – Russian Open 2000                 | Kaliningrad          | 9-Ball      | Dimitri Jungo        | Alex Lely            |          |
| 9. Juni bis 12. Juni            | ET 45 – German Open 2000                  | Neuwied              | 9-Ball      | Francisco Bustamante | Thomas Engert        |          |
| 1. Juli bis 9. Juli             | 9-Ball-Weltmeisterschaft 2000             | Cardiff              | 9-Ball      | Chao Fong-Pang       | Ismael Páez          |          |
| 12. Juli bis 13. Juli           | International Challenge of Champions 2000 | Uncasville           | 9-Ball      | Oliver Ortmann       | unbekannt            |          |
| 18. August bis 20. August       | World Pool Masters 2000                   | Thurrock             | 9-Ball      | Ralf Souquet         | Alex Lely            |          |
| 13. September bis 16. September | ET 46 – Lithuanian Open 2000              | Kaunas               | 9-Ball      | Ralf Souquet         | Thomas Engert        |          |
| 18. September bis 24. September | US Open 9-Ball 2000                       | Chesapeake, VA       | 9-Ball      | Earl Strickland      | Takeshi Okumura      |          |
| 12. Oktober bis 15. Oktober     | ET 47 – Finland Open 2000                 | Tampere              | 9-Ball      | Oliver Ortmann       | Niels Feijen         |          |
| 10. November bis 12. November   | World Pool League 2000                    | Warschau             | 9-Ball      | Steve Knight         | Francisco Bustamante |          |
| 14. Dezember bis 17. Dezember   | Mosconi Cup 2000                          | London-Bethnal Green | 9-Ball      | USA                  | Europa               | 12:9     |